# Jean-François Condamine
Pour les articles homonymes, voir Condamine.
Jean-François Condamine est un homme politique français né le 14 octobre 1779 à Saint-Céré (Lot) et décédé le 1er mai 1856 à Saint-Céré.

## Biographie
Propriétaire, il est député du Lot de 1834 à 1836, siégeant au sein du Tiers-parti. Il démissionne en 1836.

## Sources
- Ressource relative à la vie publique :   - Base Sycomore
- « Jean-François Condamine », dans Adolphe Robert et Gaston Cougny, Dictionnaire des parlementaires français, Edgar Bourloton, 1889-1891 [détail de l’édition]